# Peñalver (Castille-La Manche)
Pour les articles homonymes, voir Peñalver.
Peñalver est une commune d'Espagne de la province de Guadalajara dans la communauté autonome de Castille-La Manche.